# Prosotas dilata
Prosotas dilata là một loài bướm xanh (chi Prosotas) thuộc họ Bướm xanh. Loài bướm này được tìm thấy trên quần đảo Nicobar của Ấn Độ. Bây giờ nó được coi là một phân loài của loài bướm Prosotas nora.